# Tim Payne
Timothy John «Tim« Payne, novozelandski nogometaš,  * 10. januar 1994, Auckland, Nova Zelandija.
Payne je nogometni vezist oz. branilec, ki je od leta 2019 član Wellington Phoenixa.